# BAC Nord
Pour les articles homonymes, voir Bac.
Pour plus de détails, voir Fiche technique et Distribution.
BAC Nord est un film français coécrit avec Audrey Diwan et réalisé par Cédric Jimenez, sorti en 2020.
L'intrigue de ce drame policier est librement inspirée par le scandale de 2012 au sein de la brigade anti-criminalité (BAC) de Marseille, dont dix-huit membres furent poursuivis pour trafic de stupéfiants et racket,.
Le film est présenté hors compétition au Festival de Cannes 2021. Il obtient huit nominations et une récompense à la 47e cérémonie des César.

## Synopsis
En 2012 à Marseille, une des régions aux plus hauts taux de criminalité de France, Grégory (« Greg »), Yassine (« Yass ») et Antoine sont des agents de la BAC Nord. La compagne de Yass, Nora, est enceinte et va bientôt accoucher. Le trio perd peu à peu toute illusion sur l'utilité de son travail et ne se sent pas soutenu par la hiérarchie, plus obnubilée par le souci de ne pas faire de vagues et d'obtenir de bonnes statistiques.
Lors d'une intervention, l'équipe pourchasse un suspect en Audi, qui se réfugie dans une cité tenue par des caïds. Ils sont bloqués à l'entrée par une sorte de checkpoint et se retrouvent forcés de partir, la hiérarchie refusant tout incident. Humilié, Greg se plaint à son supérieur, le capitaine Jérôme Bodin. Quelque temps plus tard, ce dernier lui propose enfin de démanteler un grand réseau de trafic de drogue dans ce même quartier afin de satisfaire la demande directe venue du préfet, qui veut faire un coup médiatique après la parution d'une vidéo en ligne où un jeune des quartiers se fait tabasser par des dealers pour avoir volé une partie de leur stock et où les délinquants prétendent être la police.
Dans ce but, Antoine fait appel à son indic, une jeune femme prénommée Amel. Cette dernière accepte de lui donner une information dès qu'elle le pourra, mais, compte tenu des risques pour sa vie, réclame cinq kilos de résine de cannabis d'une autre provenance que celle du quartier visé afin d'éviter de se faire repérer, la drogue portant en quelque sorte une signature dans la façon d'être coupée. Le trio pense à utiliser de la résine déjà saisie et destinée à la destruction, mais Bodin refuse. Les trois policiers devront donc se débrouiller seuls pour en obtenir. Chaque nuit, ils se mettent alors à saisir du cannabis auprès de clients pris sur le fait. Après une altercation violente avec un dealer local près d'un rond-point, le trio se retrouve « grillé » dans ce quartier, et quand un autre groupe de la BAC Nord — dans lequel se trouve l'agent Jacques — a besoin de leur aide pour être dégagés sur ce même rond-point, ils préfèrent ne pas intervenir. Après une belle remontrance entre Jacques et Greg, ce dernier lui explique qu'ils doivent saisir du cannabis pour leur future opération. Le capitaine d'ailleurs leur ordonne de poursuivre ces saisies ensemble dans le centre-ville, avec l'aide des autres membres de la brigade.

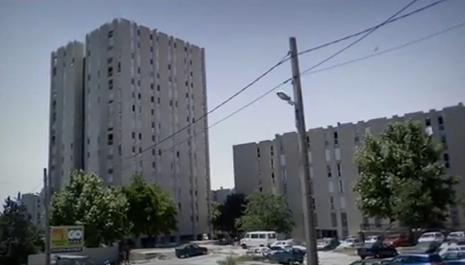
Le tournage de l'opération devait initialement se dérouler à La Castellane dans le de Marseille, mais il est finalement annulé, la production craignant que le film véhicule une image négative de la cité.

Finalement, les cinq kilos sont récoltés, ce qui permet d'acheter Amel. Elle donne l'information promise, à savoir l'arrivée trois jours plus tard d'un chargement qui mènera à la cache. L'opération est mise en place avec l'intégralité de la BAC Nord et approuvée par la hiérarchie.
Le jour J, un paquet est livré par une Twingo jaune. Toutes les équipes sont en observation et l'opération est lancée de façon coordonnée avec près d'une trentaine d'agents, six véhicules et un grand zodiac. Après des courses poursuites provoquées quand Antoine est repéré, Yass parvient à suivre le livreur jusqu'à la planque au 5e étage d'un bloc, mais il est pris au piège, car une grille renforcée a été mise en place par les trafiquants. Il trouve refuge à un étage supérieur dans un appartement habité par une mère maghrébine et son fils adolescent, qui voudrait alerter ses amis dealers du quartier et réussit à donner un coup de couteau dans le dos de Yass avant d'être assommé par une gifle. Pendant ce temps, une partie de l'équipe passe par l'immeuble d'à côté, puis par les toits. Ils viennent récupérer Yass, puis interviennent au 5e étage, où tous les appartements communiquent entre eux par des trous dans les cloisons. Les chefs de bande sont en train d'évacuer argent et drogues par le vide-ordures et le local à poubelles du rez-de-chaussée quand sont arrêtés une bonne partie des meneurs du trafic, quelques-uns abattus en légitime défense. Drogues et argent sont saisis. Dehors, la situation est ultra tendue avec 50 individus prêts à en découdre ; Greg, Antoine et les autres policiers de la BAC tiennent en joue une bande incontrôlable. 
Toutefois, sous le feu d'un individu armé d'un AKM (Kalachnikov), la BAC finit enfin par s'extraire de la cité sans que cela dégénère et sans bavure policière notable. Les héros ont frôlé la mort, mais le démantèlement est un succès, fêté par l’ensemble de la BAC Nord. Antoine fournit, comme promis, les cinq kilos de cannabis à Amel, en lui promettant qu'elle ne risque rien. Tout semble bien se terminer.
Néanmoins, deux mois plus tard, l'IGPN arrête Greg, Antoine et Yass pour trafic en bande organisée. Yass se défend en affirmant avoir réalisé une simple « collecte » sans en tirer le moindre profit. Greg prend violemment à partie l'agent de l'IGPN, disant avoir agi sur ordre de son supérieur et affirmant que ce cannabis a uniquement servi à être échangé contre une information essentielle. Antoine, ayant promis à Amel qu'elle serait protégée, ne révèle pas son identité et ne parle que de cannabis pour sa consommation personnelle. Greg, Yass et Antoine sont mis en détention provisoire à la prison des Baumettes. Pendant l'enquête, le capitaine Bodin va nier en bloc, lors d'une confrontation en présence de Greg, avoir eu connaissance de l'opération. L'affaire prend des proportions nationales quand le ministre de l'intérieur prend la parole à la télévision pour « condamner des faits d'une exceptionnelle gravité ».
Au parloir, Nora informe Yass que l'autre équipe de la BAC ne prendra aucun risque en témoignant que la hiérarchie était au courant de cette récolte pour constituer les 5 kg. Au fil des semaines, la santé mentale de Greg vacille. Par l'astuce de prétexter une coupe de cheveux, Yass finit par convaincre Antoine, qui, à contrecœur, accepte de livrer le nom d'Amel à l'IGPN.
Le trio est finalement jugé pour ses écarts mais sort de prison car le chef d'accusation le plus grave — le trafic de drogue en bande organisée — est abandonné. Yass reste dans la police en se syndiquant, Antoine se reconvertit en infirmier pénitentiaire et Greg, radié de la police, devient agent municipal.

## Fiche technique
- Titre original : BAC Nord
- Titre international : The Stronghold[4]
- Réalisation : Cédric Jimenez
- Scénario : Cédric Jimenez et Audrey Diwan
- Musique : Guillaume Roussel
- Décors : Jean-Philippe Moreaux
- Costumes : Stéphanie Watrigant
- Photographie : Laurent Tangy
- Son : Cédric Deloche
- Montage : Simon Jacquet
- Production : Hugo Sélignac et Vincent Mazel
- Sociétés de production : Chi-Fou-Mi Productions, France 2 Cinéma et Studiocanal
- Sociétés de distribution : Studiocanal (France), Les Films 26 (Afrique francophone)[5]
- Budget : 13,2 M€[6]
- Pays de production :  France
- Langue originale : français
- Format : couleur — 2,35:1 — son Dolby numérique
- Genre : policier, drame
- Durée : 104 minutes
- Dates de sortie :
  - France : 16 octobre 2020 (Soirée des passionnés de Gaumont)[7] ; 12 juillet 2021 (Festival de Cannes) ; 18 août 2021 (sortie nationale)
  - Bénin, Burkina Faso, Cameroun, Côte d'Ivoire, Djibouti, Guinée, Madagascar, Mali, Niger, Sénégal : 17 septembre 2021[5]
- Classification :
  - France : tous publics avec avertissement lors de sa sortie en salles

## Distribution
- Gilles Lellouche : le brigadier-chef Grégory Cerva
- Karim Leklou : le brigadier Yassine
- François Civil : le gardien de la paix Antoine
- Adèle Exarchopoulos : Nora
- Kenza Fortas : Amel
- Cyril Lecomte : le capitaine Jérôme Bodin (chef de la BAC Nord)
- Michaël Abiteboul : Jacques
- Jean-Yves Berteloot : Yvon
- Kofs : l'homme du TMAX

## Production

### Genèse et développement
Dans un entretien paru dans Tsounami, Audrey Diwan est revenue sur le processus d'écriture du film : « Je ne voulais pas écrire ce film, je n'étais pas censée le faire au départ, Cédric [Jimenez, ndlr] devait l'écrire seul pendant que je travaillais sur L'Événement. » Elle explique n'avoir pas travaillé sur toutes les versions du scénario, et qu'après son départ, « ils se sont concentrés sur une forme d'efficacité, de logique de l'action. »

### Tournage
Le tournage du film démarre le 5 août 2019 et s'achève en novembre 2019.

### Musique
Guillaume Roussel compose la musique du film. Il avait déjà travaillé avec Cédric Jimenez pour La French (2014) et HHhH (2017). On peut également entendre dans le film Tears de Giorgio Moroder, Down Man (nl) du groupe hollandais Brainbox, The House of the Rising Sun de The Animals ou encore La Bandite de Jul, artiste marseillais, ville dans laquelle se déroule le film.

## Accueil

### Promotion et sortie
La sortie du film est initialement prévue en fin d'année 2020 : la date de sortie est d'abord fixée au 25 novembre, puis décalée d'un mois au 23 décembre. Le premier teaser du film sort le 18 septembre. Malheureusement, la pandémie de Covid-19 provoque un bouleversement dans le monde du cinéma et les établissements recevant du public doivent fermer leurs portes le 30 octobre à l'occasion du second confinement ; une avant-première a cependant pu avoir lieu le 16 octobre. Une possible réouverture des lieux culturels est évoquée pour le 15 décembre, si les conditions sanitaires le permettent. Le 3 décembre, une nouvelle bande-annonce est dévoilée par le distributeur, faisant le pari de maintenir le film au 23 décembre. Malheureusement, la situation sanitaire ne s'améliorant pas, les cinémas ne peuvent rouvrir leurs portes et la sortie du film est, de fait, décalée à une date ultérieure.
Finalement, les cinémas ne rouvrant que le 19 mai 2021, c'est à l'occasion du Festival de Cannes et de la sélection hors compétition du film que StudioCanal annonce la nouvelle date de sortie fixée au 18 août 2021. 

### Polémiques et utilisations politiques
Pendant la conférence de presse suivant la diffusion du film au festival, le journaliste irlandais Fiachra Gibbons de l'AFP reproche au film sa vision des cités, accuse le film de prendre parti en faveur de la police contre les habitants et suggère que le film pourrait inciter les spectateurs à voter pour Marine Le Pen à la prochaine élection présidentielle ; le réalisateur estime au contraire avoir fait un film équilibré, une fiction mais où tout n'est pas inventé, qui ne présente pas les policiers comme des anges mais rappelle la complexité de leur travail. Quoi qu'il en soit, cette polémique suscite la rédaction  de nombreux articles autour du film, invitant les lecteurs à se faire leur opinion en le voyant eux-mêmes,,,.
La nouvelle date de sortie du film au cinéma en août 2021 coïncide avec l'actualité. En effet, les quartiers nord de Marseille connaissent un été sanglant au cours duquel douze personnes sont assassinées dans la lutte pour les territoires du trafic de drogue, dont un adolescent de 14 ans. Emmanuel Macron vient à Marseille les trois premiers jours de septembre pour annoncer des moyens supplémentaires à la police locale afin de lutter contre ces trafics. Ces événements entraînent indirectement la promotion du film, qui est cité plusieurs fois dans les médias pour bien illustrer la réalité du terrain des policiers marseillais. Durant cette période, le film est également cité par des personnalités politiques d'extrême droite, comme Marine Le Pen ou Éric Zemmour. Le réalisateur Cédric Jimenez s'exprime alors sur le sujet, invoquant une « pure récupération politique ».

### Critique
En France, le site Allociné recense une moyenne des critiques presse de 3,6/5.
Le quotidien 20 Minutes estime que le film « est un excellent film policier, anxiogène à souhait. Il offre des séquences virtuoses à l’exemple d’une scène de siège d’une rare intensité ». France Info décrit le film comme « nerveux et tendu comme peu de polars français depuis sa raréfaction au cinéma ». Le Journal du dimanche reconnaît un « western urbain terriblement efficace [...] et de grands moments de cinéma spectaculaire comme on en voit peu en France. » avec « un trio de comédiens talentueux donnant de la chair à des personnages borderline ». Le quotidien économique Les Échos regrette le scénario « qui prend parti pour l'innocence des prévenus avant même le verdict de la cour », mais reconnaît que « de cette réalité, le film tire néanmoins ses qualités. BAC Nord est un polar en béton armé, tissé d'humanité ».
L’hebdomadaire Marianne estime : « Réaliste et dépourvu de clichés tant dans sa représentation des flics que dans celle des voyous, le film frappe par sa sécheresse, sa noirceur, sa maîtrise scénaristique et formelle », tout en reconnaissant que le réalisateur « sait de quoi il parle et ce qu’il met en scène dans ce film âpre et dépourvu de complaisance où il examine les « codes » des flics et des délinquants, parfois étrangement similaires ». Le quotidien La Voix du Nord décrit le film comme un « polar choc et spectaculaire. Qui ne convainc pas toujours dans son approche sociétale ».
Plus mitigé, L'Humanité écrit : « Complaisant avec les policiers, le film — aussi efficace soit-il — reste politiquement problématique ». Selon Marsactu, le film « prend une réelle distance avec les faits, quitte à épouser la version policière ». Pour Le Monde, c'est une « réhabilitation non seulement difficile à avaler, mais assez malvenue ». Pour le mensuel Les Inrockuptibles, le film reste « une fiction policière « ni pro-flic ni anti-flic » mais caricaturale ». Le quotidien Libération juge :  « tendance cinquante nuances de droite sur fond de faux accent marseillais, le film démago et viriliste de Cédric Jimenez est raté autant dans son exécution que dans ses intentions. »
Dans les Cahiers du cinéma, Marcos Uzal écrit dans son éditorial, intitulé « Bac Nord : la vérité si tu mens », que le film « est pris à droite comme un emblème de vérité pour sa représentation de la police et des cités » et qu'il « fait fi de tout point de vue éthique ». Il souligne qu'à propos de l'histoire réelle dont s'inspire BAC Nord « loin de la réalité des faits, cette affaire complexe est ici réduite à une histoire de magot à réunir pour payer une indicatrice ».
Le parallèle avec le film Les Misérables (2019) de Ladj Ly est souvent fait pour la manière dont le réalisateur veut montrer la situation des cités en France, tandis que les scènes d'action rappellent les films du réalisateur américain William Friedkin.

### Box-office
Avant sa sortie, le film réalise 35 663 entrées en avant-première dans toute la France. Elles s'ajoutent aux 72 498 entrées réalisées le mercredi 18 août 2021 (jour de la sortie nationale) sur 585 copies, pour un total de 108 161 entrées. Le film réalise ainsi le meilleur démarrage des nouveautés de la semaine, devant Baby Boss 2 : Une affaire de famille. Après une semaine d'exploitation, BAC Nord confirme son statut de leader en accumulant 483 381 entrées, réalisant ainsi le troisième meilleur démarrage pour un film français depuis la réouverture des salles, derrière Kaamelott : Premier Volet et OSS 117 : Alerte rouge en Afrique noire.
Pour sa deuxième semaine d'exploitation, le film se maintient en tête du box-office en totalisant 414 170 entrées supplémentaires,. Le film dépasse la barre symbolique du million d'entrées lors de sa troisième semaine en salles, mais perd son leadership à la suite de la sortie de Shang-Chi et la Légende des Dix Anneaux. Après huit semaines en salles, BAC Nord dépasse les deux millions d'entrées.
À l'étranger, le film ne bénéficie pas d'une sortie en salles, ayant été acquis par Netflix pour une diffusion exclusive sur sa plate-forme sous le titre international The Stronghold. D'après les chiffres communiqués par la plate-forme, BAC Nord a été, la semaine de sa sortie, le troisième film en langue non anglaise le plus regardé sur Netflix dans le monde (en heures vues) derrière À en soulever des montagnes (en) et Comme des proies (de), et en neuvième place des films les plus regardés en incluant les films en langue anglaise.
| Pays ou région | Box-office        | Date d'arrêt du box-office | Nombre de semaines |
| -------------- | ----------------- | -------------------------- | ------------------ |
| France         | 2 218 308 entrées | 14 décembre 2021           | 18                 |
| Total mondial  | 17 879 423 $      | 14 décembre 2021           | 18                 |

## Distinctions

### Récompenses
- César 2022
  - César des lycéens

### Nominations
- César 2022
  - Meilleur film
  - Meilleure réalisation pour Cédric Jimenez
  - Meilleur acteur pour Gilles Lellouche
  - Meilleur acteur dans un second rôle pour François Civil
  - Meilleur acteur dans un second rôle pour Karim Leklou
  - Meilleur montage pour Simon Jacquet
  - Meilleure musique originale pour Guillaume Roussel

### Sélection
- Festival de Cannes 2021 : sélection officielle, hors compétition